# 686 v.Chr.
Het jaar 686 v.Chr. is een jaartal volgens de christelijke jaartelling.

## Gebeurtenissen
- Er waren twee ringvormige zonsverduisteringen: 6 mei en 31 oktober.
- Een gedeeltelijke maansverduistering wordt geregistreerd in Babylon, in het derde jaar van Sanheribs regering als koning van Babylon.
- 8e regeringsjaar van prins Lui Zhuang-gong.